# Присвята
Присвята — напис перед основним текстом видання, у якому автор повідомляє про те, кому він присвячує свій твір і часто чому він це робить.
Присвяту, як правило, набирають шрифтом меншого кегля від основного з виділеннями (курсив, курсив півжирний, шрифт іншої гарнітури) на вужчий формат від сторінки складання.

## Верстка присвяти
- на окремій сторінці після титульного аркуша, коли далі розміщується сторінка з початком основного тексту, у верхній частині сторінки складання зі спуском 1-2 кв. і з відступами справа 1/2, 1 1/2 кв. чи на її оптичній середині;

- на окремій сторінці після шмуцтитула із заголовком твору, якщо між титулом і початком основного тексту розміщена передмова, список скорочень і т. ін., чи на звороті такого шмуцтитула;

- на спуску початкової сторінки видання перед його основним текстом та його початковим заголовком.

У кінці тексту посвяти ніколи не ставлять крапку.